# Eleutherodactylus monensis
El coquí de Mona (Eleutherodactylus monensis) es una rana endémica de la isla de Mona (Puerto Rico) perteneciente a la familia Eleutherodactylidae.